# Carl Friedrich Hindenburg
Carl Friedrich Hindenburg   (Dresden, 13 de juliol de 1741 - Leipzig, 17 de març de 1808) fou un matemàtic alemany del segle xviii, conegut pels seus estudis pioners en Combinatòria.

## Vida
Fill d'un comerciant de Dresden, va ser educat per preceptors privats. El 1757 va ingressar a la universitat de Leipzig on es va doctorar el 1769, després d'una breu estança a la universitat de Göttingen on va fer amistat amb Kästner. El 1771 va ser escollit privatdozent (una mena de professor interí) de la universitat de Leipzig, en la que, posteriorment va ser professor extraordinari de Filosofia (el 1781) i professor titular de Física (el 1786), càrrec, aquest darrer, que ocuparia fins a la seva mort.

## Obra
Hindenburg és reconegut per dos motius: per haver creat una denominada escola combinatòria (que només es va desenvolupar a Alemanya) i per haver estat creador i editor de les primeres revistes científiques exclusivament matemàtiques.